# Liste der Monuments historiques in Avricourt (Oise)
Die Liste der Monuments historiques in Avricourt (Oise) führt die Monuments historiques in der französischen Gemeinde Avricourt auf.

## Liste der Objekte
| Bezeichnung                       | Beschreibung                                    | Standort              | Kennzeichnung | Schutzstatus | Datum | Bild |
| --------------------------------- | ----------------------------------------------- | --------------------- | ------------- | ------------ | ----- | ---- |
| Fragment einer Skulptur: Christus | Holz, bemalt, 15. Jahrhundert                   | in der Kirche St-Éloi | PM60004728    | Inscrit      | 2005  |      |
| Hauptaltar                        | Holz, bemalt und vergoldet, 18./19. Jahrhundert | in der Kirche St-Éloi | PM60004727    | Inscrit      | 2005  |      |